# 特納鎮區 (密歇根州)
特納鎮區（英語：Turner Township）是位於美國密歇根州阿勒納克縣的一個行政鎮區。

## 地方資料
特納鎮區的面積為83.70平方千米，當中陸地面積為80.70平方千米，而水域面積為3.00平方千米。根據2020年美國人口普查的數據，當地共有人口519人，而人口密度為每平方千米6.2人。